# Primo Colón
Pour les articles homonymes, voir Colon.
Edwin Carlos « Eddie » Colón (né le 21 décembre 1982 à San Juan) est un catcheur américano-portoricain. Il a notamment travaillé à la World Wrestling Entertainment sous le nom de Primo.
Il est le fils du catcheur et promoteur de catch Carlos Colón, Sr et devient catcheur en 1999 tout comme son frère Carlos, Jr.. Il commence sa carrière à Porto Rico au World Wrestling Council (WWC) où il est quintuple champion poids lourd junior de la WWC, une fois champion par équipes avec son frère Carly, cinq fois le championnat poids lourd de Porto Rico et cinq fois le championnat universel poids lourd.
En 2007, il signe un contrat avec la World Wrestling Entertainment (WWE) et rejoint dans un premier temps la Florida Championship Wrestling.

## Carrière

### World Wrestling Council (1999-2007)
Eddie Colón commence sa carrière de catcheur en 1999 au World Wrestling Council (WWC). Il est alors l'allié de son père Carlos Colón, Sr et de son frère ainé Carly dans leur rivalité avec Ray González (en). Il a gagné son premier titre le 10 février 2001, en battant Damian Steele pour le WWC World Junior Heavyweight Championship. Sa feud avec Steele a duré encore 1 mois et s'est arrêté le 10 mars 2001. Début 2002, Colón commence une rivalité avec Rey Mysterio, Jr., qui a battu Colón pour le titre le 6 janvier 2002. Mysterio garde le titre pour 2 mois. Cette finale pour le Junior Championship, est suivi d'un feud avec Kid Kash puis Colón est monté dans la Heavyweight division. Peu après que Carlito a signé avec la WWE, un match est organisé pour couronner un nouveau champion. Eddie est considéré comme l'un des favoris de cette finale, mais il perd. Colón entre ensuite dans une feud avec El Diamante pour le WWC Puerto Rico Heavyweight Championship.
Avec son frère, ils battent l'équipe Thunder and Lightning pour le titre du WWC World Tag Team Championship le 16 mars 2002. Ils perdent le titre contre la même équipe le lendemain.
Fin 2004, Colón participe à une bataille royale qu'il remporte. Une semaine plus tard, le 6 novembre 2004, Colón défait Ramón "El Bronco" Alvarez et gagne le Universal Heavyweight Championship pour la première fois de sa carrière. Il entre ensuite, de nouveau, dans une feud avec El Diamante, qui pourrait éventuellement le concurrencer pour le titre. Fin 2006, Colón signe un contrat de développement à la WWE. Occasionnellement, il lutte dans des matches en équipe avec Carlito pour le World Wrestling Council.
Colón catch contre Christian Cage à Aniversario 2007, le World Wrestling Council's anniversary event qui se déroule au Colisée José Miguel Agrelot, le 13 juillet 2007. Le match se termine par une double disqualification.

### World Wrestling Entertainment (2007-2020)

#### Florida Championship Wrestling (2007-2008)
Le 7 mai 2007, Colón avait un match de séance d'entraînement de porte fermée avant les enregistrements sur bande Bruts (Crus) de télévision, où il a été évalué par le personnel responsable de la gestion (direction) de talent. Le 8 mai 2007, Colón a participé à un Dark Match avant les enregistrements de SmackDown, où il a battu Shannon Moore.
Le 26 janvier 2008, Colón a fait ses débuts à la Florida Championship Wrestling, battant Shawn Osbourne. Le 23 février, Colón et Eric Pérez, collectivement connu comme les Puerto Rican Nightmare, ont battu Steve Lewington et Heath Slater dans une finale de tournoi pour devenir les FCW tag team Championship inauguraux. L'équipe a perdu le titre contre Brad Allen et Nick Nemeth le 22 mars 2008, avant la victoire d'eux en arrière via la disqualification le 15 avril 2008. Ils ont perdu le titre de Drew McIntyre et Stu Sander le 7 mai 2008. Le 17 juillet, Colón et Pérez ont réclamé le titre en battant McIntyre et Sander. Le 17 août, Colón et Pérez ont perdu le titre de Nemeth et Gavin Spears.

#### The Colóns (2008-2009)
Le 25 août, pour son premier match à Raw, il bat Charlie Haas déguisé en Carlito, avec un saut de l'ange du haut de la troisième corde. Peu de temps après, il est transféré à SmackDown.
Le 12 septembre, il apparaît à SmackDown en compagnie de son frère Carlito, ils défont les champions par équipe, Les Ex-Edgeheads (Curt Hawkins et Zack Ryder), dans un match sans enjeu.
Le 26 septembre, lui et Carlito battent Curt Hawkins et Zack Ryder et remportent les WWE Tag Team Championship.
Le 17 octobre il conserve les titres avec Carlito face à Curt Hawkins et Zack Ryder.

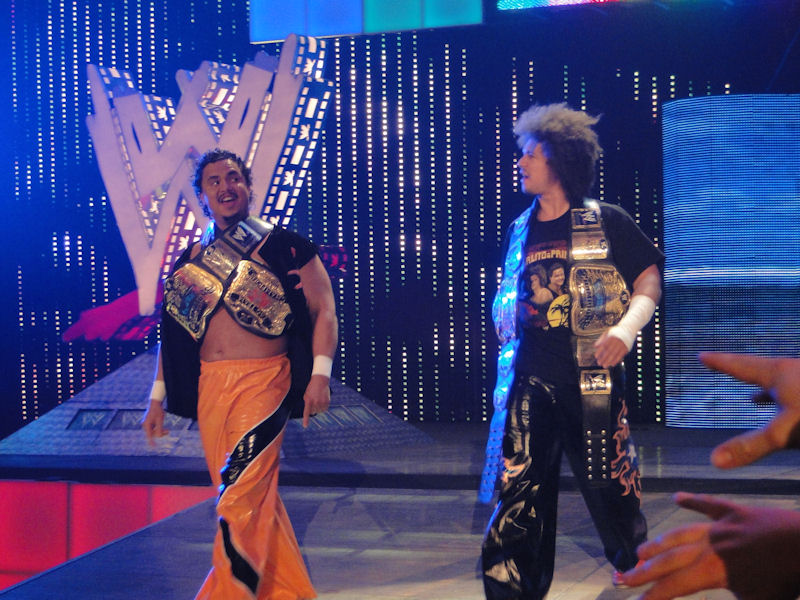
Primo et Carlito, les premiers WWE Unified Tag Team Champions.

Le 9 janvier 2009, lui et son frère battent The Brian Kendrick & Ezekiel Jackson pour conserver leurs titres. Le 27 février, ils défont John Morrison et The Miz et conservent leurs titres.
Lors de Wrestlemania XXV, ils conservent les WWE Tag Team Championship et remportent les World Tag Team Championship face à John Morrison et The Miz et deviennent les premiers WWE Unified Tag Team Champions.
Il est drafté à Raw le 15 avril lors du draft supplémentaire de 2009. Plus tard dans la soirée, son frère Carlito est également drafté à Raw.
Lors de The Bash 2009, lui et Carlito défendent leurs titres de Unified Tag Team Champions face à Cody Rhodes et Ted DiBiase Jr mais les perdent face à Edge et Chris Jericho qui se sont introduits dans le match avec l'accord de Theodore Long. Le lendemain, ils perdent à nouveau contre eux pour les titres. Après le match une dispute survient avec son frère. Lors du Raw du 6 juin, il perd avec son frère contre Edge et Chris Jericho. Lors du Raw du 6 juillet, après la revanche manquée pour les titres, Carlito se retourne contre son frère mettant fin à l'équipe The Colons.

#### Carrière en solo (2009-2011)
À Night of Champions 2009, il participe à un 6 Pack-Challenge contre Carlito, Jack Swagger, MVP, The Miz et le champion en titre Kofi Kingston, qui conserve le WWE United States Championship. Lors du WWE Superstars Raw du 26 novembre, il gagne avec Evan Bourne face à Chavo Guerrero et Carlito. Lors de Superstars du 25 février et du 29 avril 2010 il perd face à Zack Ryder. Lors de WWE Superstars du 6 mai il doit affronter son frère Carlito, après 7 minutes de combat, Carlito prend le micro et s'excuse auprès de son frère de l'avoir trahi le 6 juillet 2009, les Colons sont alors de nouveaux réunis.
Le 10 mai, lors du Raw, il effectue le premier heel turn de sa carrière depuis qu'il est à la WWE. Il attaque R-Truth avec son frère Carlito, sous les ordres de Ted DiBiase Jr. Carlito se fera licencié dans la semaine ce qui marquera la fin des Colons définitivement.
Le 27 mai, à WWE Superstars, il perd face à Yoshi Tatsu. Le 3 juin, à Superstars, il perd face à Mark Henry. Il se fait attaquer par le Great Khali lors du Superstars du 17 juin, après sa victoire face à Yoshi Tatsu. Lors du Raw du 21 juin, il perd un Mixed Tag Team Match avec la Divas Champion Alicia Fox, contre The Great Khali et Eve Torres. Le 12 juillet, il perd un 8 Men Tag Team Match avec William Regal, Zack Ryder et Doink The Clown face à Santino Marella, Vladimir Kozlov, The Great Khali et Goldust. Lors du Superstars du 22 juillet 2010, il gagne face à Yoshi Tatsu avec son BackStabber du haut de la 3e corde.
Il fait partie de la 3e saison de la WWE NXT spécial Divas (pour les rookies). Il est le pro de AJ qui était connue sous le nom d'AJ Lee. Lors du house-show à Porto Rico il fait équipe avec John Cena, Mark Henry et John Morrison face à Nexus en tant que face. Le 24 septembre à WWE Superstars il affronte JTG, match qu'il gagne avec son BackStabber. Puis il n'apparait plus à Raw, et n'apparaît qu'à WWE Superstars ou à NXT.
Lors de Superstars du 13 janvier, lui, Yoshi Tatsu, David Hart Smith et Darren Young gagnent contre The Usos, Zack Ryder et William Regal. La semaine suivante Primo redevient Heel en s'associant avec Zack Ryder pour vaincre Darren Young et David Hart Smith. Son attitude heel et son partenariat avec Zack Ryder se confirment lors du Superstars du 27 janvier où ils battent Yoshi Tatsu et David Hart Smith. La semaine suivante, après avoir souligné le fait qu'ils sont invaincus, DZP (Down for Zack & Primo) perdent le (très bon) match revanche face à Tatsu et Smith. Le 17 février, ils obtiennent un match face à Santino Marella et Vladimir Kozlov pour les WWE Tag Team Championship qu'ils perdent.
Lors de Raw, il perd contre Sin Cara dans le premier match officiel de Sin Cara. On ne le revoit plus ensuite jusqu'à Superstars le 16 juin, où il revient et perd face à son ancien partenaire, Zack Ryder. Il semblerait qu'il n'ait pas effectué de Face Turn, puisque Ryder, étant dans sa ville natale, a reçu une ovation du public. Lors d'un house show a Brisbane en Australie, il a perdu face à Ryder dans un match pour le Internet Championship.
Lors de WWE Superstars du 21 juillet il perd son match face à Evan Bourne. Lors de WWE Superstars du 4 août il perd face à Vladimir Kozlov. Lors de Superstars du 18 août il perd contre Santino Marella. Le 22 septembre à WWE Superstars il perd son match face à Alex Riley. Le 27 octobre à WWE Superstars il fait équipe avec JTG et perd contre Air Boom.

#### Latino Clan (2011-2013)

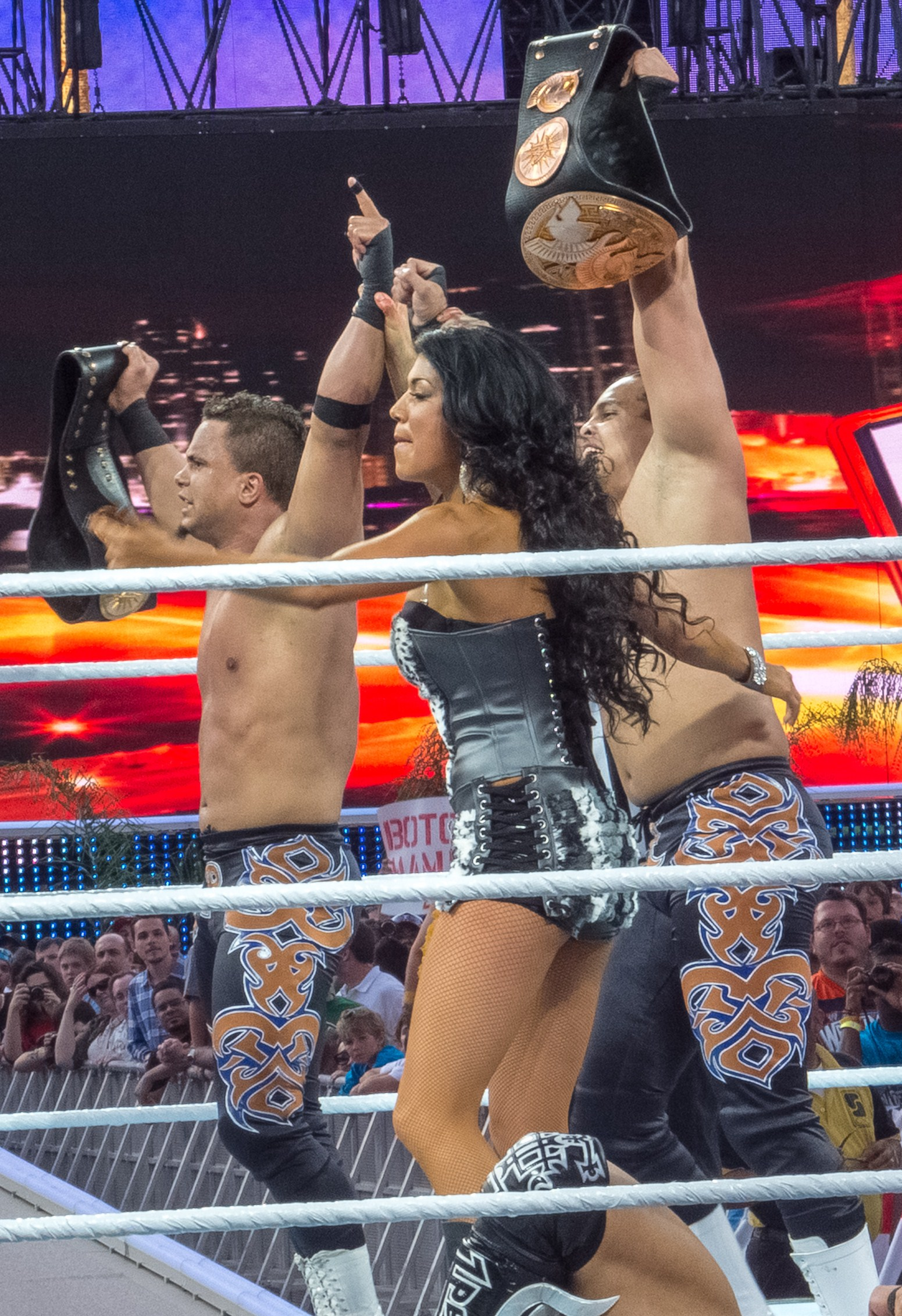
Le Latino Clan avec Rosa Mendes

Lors du SmackDown du 11 novembre, il manage l'équipe d'Hunico et d'Epico, son cousin, contre The Usos. À la fin, l'équipe attaque, avec lui, The Usos. Il forme ensuite une équipe avec Epico nommée le Latino Clan, managés par Rosa Mendes. L'équipe fait quelques match face à The Usos, avant d'entrer en rivalité face aux Champions par équipes de la WWE Air Boom, Kofi Kingston et Evan Bourne. Après quelques tentatives de s'emparer des titres, Primo et Epico parviennent à les remporter lors d'un house show à Oakland, en Californie. Lors du Raw du 16 janvier 2012, ils conservent leurs titres contre Air Boom. Lors du Royal Rumble, pendant le Royal Rumble Match, il entre avec le no 6 et se fait éliminer par Mick Foley. Lors du Raw du 20 février, il perd avec Epico contre Kofi Kingston et R-Truth. Lors du Raw du 27 février, ils conservent leurs titres contre Kofi Kingston et R-Truth, et Jack Swagger et Dolph Ziggler dans un Triple Threat Tag Team Match.Lors du SmackDown du 9 mars, lui et Epico perdent contre Kofi Kingston et R-Truth, match où les titres n'étaient pas en jeu.Lors de WrestleMania XXVIII, Epico et lui battent Justin Gabriel et Tyson Kidd et The Usos pour conserver leurs titres. Lors du Raw du 16 avril, il perd avec Epico contre Big Show et The Great Khali. Lors du Raw du 23 avril, il perd avec Epico contre Santino Marella et Zack Ryder.Lors du Raw du 30 avril, lui et Epico perdent les WWE Tag Team Championship au profit de Kofi Kingston et R-Truth.
Il fait son retour à No Way Out avec Epico, Rosa Mendes et A. W., Il participe dans un Fatal 4-Way Tag Team Match avec Epico (accompagné de Rosa Mendes et A. W.) pour être les challengers au titre par équipes mais perdent leur match à cause de A. W. qui les trahit, après le match ils attaquent A. W. mais sont attaquer par Titus O'Neil et Darren Young (les gagnants du match).Lors de Raw du 18 juin, il gagne avec Epico contre Titus O'Neil et Darren Young par décompte à l'extérieur.Pendant le SmackDown du 22 juin 2012, Epico et Primo attaquent A.W, Daren Young et Titus O'Neil. Il effectue à l'occasion un face turn pour l'occasion. Lors du SmackDown du 13 juillet, il gagne contre Darren Young. À Money In The Bank, il gagne avec Epico contre Titus O'Neil et Darren Young. Lors du Raw du 6 août, lui et Epico gagnent contre Titus O'Neil et Darren Young, à la suite d'une distraction de Kofi Kingston et R-Truth sur ces derniers qui tentaient de s'enfuir. Ils effectuent un heel turn progressif en faisant des tag team match contre des Faces. Ils confirment leur heel turn quand Primo perd contre Ryback et agit en heel. Lors de Raw du 8 octobre, il perd avec Epico contre Ryback dans un Handicap Match. Il fait un Tweener Turn avec Epico en perdant contre Team Rhodes Scholars. Lors du WWE Saturday Morning Slam, il perd contre The Great Khali qui fait son retour. Lors de Survivor Series, Darren Young, Tensai, Titus O'Neil, Epico et lui perdent contre Rey Mysterio, Sin Cara, Justin Gabriel, Tyson Kidd et Brodus Clay dans un Elimination Match. Lors du Raw du 10 décembre, Epico et lui perdent contre Rhodes Scholars dans un Elimination Match qui comprenait également Prime Time Player et Usos. Lors du Main Event du 26 décembre, il participe à une bataille royale que remporte The Great Khali. Lors du NXT du 30 janvier, Epico et lui perdent contre Bo Dallas et Michael McGillicutty dans le premier tour du tournoi pour les WWE NXT Tag Team Championship. Lors du Monday Night RAW du 18 février, Epico, Rosa Mendes et lui perdent contre Brodus Clay, Naomi et Tensai dans un Mixed Match. Lors du Saturday Morning Slam du 23 mars, Epico et lui perdent contre The Great Khali dans un Handicap Match. Lors du Friday Night Smackdown du 5 avril, Epico et lui perdent contre Ryback dans un Handicap Match.

#### Los Matadores (2013-2016)

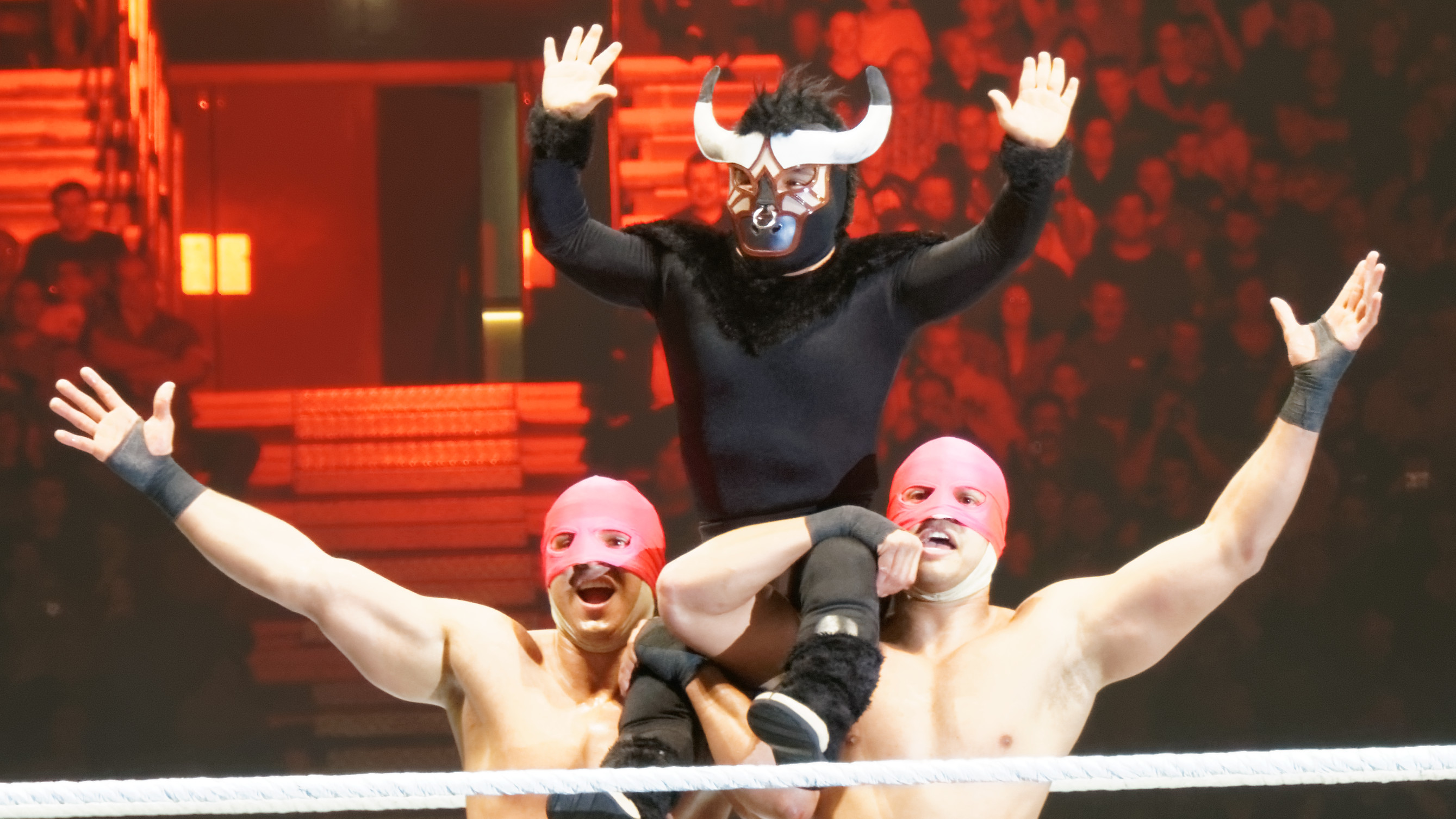
Los Matadores

Le 19 août à RAW, une promo a été diffusée l'introduction d'une nouvelle équipe qui sera connue comme Los Matadores, avec Primo et Epico qui lutteront comme matadors masqués. Ils s'appelleront désormais Diego (Primo) et Fernando (Epico). Ils débutent le 30 septembre à Raw contre les 3MB, match qu'ils gagnent. Lors de Hell in a Cell, ils battent Jack Swagger et Antonio Cesaro. Lors de RAW du 23 décembre, ils battent The Real Americans.
Lors de Smackdown du 9 janvier 2014, Los Matadores, Sin Cara et Rey Mysterio battent The Real Americans, Ryback et Curtis Axel. Le 26 Février 2014 à Main Event, Los Matadores, El Torito, Cody Rhodes et Goldust battent Rybaxel et les 3MB (Drew McIntyre, Heath Slater et Jinder Mahal).
Le 18 Mars à Smackdown, ils perdent avec El Torito contre Natalya, Tyson Kidd et Cesaro. Le 23 Mars à Raw, Los Matadores et El Torito battent Tyson Kidd, Cesaro et Natalya. Ils n'arrivent pas à récupérer les titres par équipe lors d'Elimination Chamber 2015 dans un Elimination Chamber match au profit de The New Day, qui incluaient The Prime Time Players, The Ascension et The Lucha Dragons. Le 27 Juillet à Raw, ils perdent contre The Lucha Dragons. Le 10 Août à Raw, ils perdent contre Kofi Kingston et Big E. Le 20 Août à Smackdown, Los Matadores et El Torito perdent contre The New Day. Lors de Summerslam, Fernando & lui-même ne parviennent pas a remporter le match impliquant les champions par équipe de la WWE The Prime Time Players, The New Day & The Lucha Dragons, au profit de The New Day.
Le 7 septembre 2015 à RAW, El Torito intervient dans un combat des Matadores qui combattaient les Dudley Boyz. Son intervention coûte le combat aux Matadores. Après l'annonce de leur défaite, Diego attaque violemment El Torito, qui se fait sauver par D-Von Dudley. El Torito n'est donc plus un membre de Los Matadores.

#### The Shining Stars (2016)
Début 2016 Los Matadores disparaissent des écrans et après deux mois d'absence Primo & Epico font leur retours de par plusieurs vignettes les présentant en direct de Porto Rico. Le 16 mai 2016 ils font leurs débuts et remportent leur premier match contre Scott Jackson et Brian Kennedy.
Le 1er août à Raw, ils battent Golden Truth. Le 15 août à Raw, ils battent Darren Young et Titus O'Neil après que O'Neil ait porté son Clash of Titus sur Young
Le 5 septembre à Raw, The Shining Stars battent Enzo et Cass Le 17 octobre à Raw, ils perdent avec Titus O'Neil contre The Golden Truth et Mark Henry. Le 24 octobre à Raw, ils perdent contre The Golden Truth Le 7 novembre à Raw, ils battent Golden Truth.

#### SmackDown Live et The Colóns et renvoi (2017-2020)
Le 17 octobre à Smackdown Live en Dark Match il perd avec Epico et Mike Kanellis contre Tye Dillinger, Chad Gable et Shelton Benjamin. Le 7 novembre en Dark Match de Smackdown Live, il perd avec Epico contre Breezango (Fandango et Tyler Breeze). Le 25 novembre lors du Live Event Starrcade, The Colons, The Bludgeon Brothers, Rusev, et Mike Kanellis battent Tye Dillinger, Sin Cara, Fandango, Tyler Breeze, et The Ascension. Le 18 mars 2018 lors d'un Live Event, il perd avec Mojo Rawley et Mike Kanellis contre Breezango & Zack Ryder. Le 25 mars lors d'un Live de Smackdown, il perd avec Mike Kanellis et Mojo Rawley contre The Ascension et Sin Cara. Le 3 avril à SmackDown Live, Primo, Dolph Ziggler, Baron Corbin et Mojo Rawley battent Tyler Breeze, Fandango, Zack Ryder et Tye Dillinger. Le 8 avril à WrestleMania 34, il perd la bataille royale en mémoire d'Andre The Giant au profit de Matt Hardy en se faisant éliminer par Mike Kannelis, ce match impliquait aussi Zack Ryder, Apollo The Revival, Curt Hawkins, Mojo Rawley, The Ascension, Breezango, R-Truth, Goldust, Sin Cara, The Club, Baron Corbin, Dolph Ziggler, Titus O'Neil, Rhyno, Heath Slater, Shelton Benjamin, Chad Gable, Tye Dillinger, Kane et Aiden English. Le 17 avril en dark match de Smackdown Live, il perd contre Tye Dillinger.
Le 27 avril lors du WWE Greatest Royal Rumble, il entre en 13ème position dans le Royal Rumble match mais se fait éliminer par Kurt Angle.
Le 28 août à SmackDown Live, Primo & Epico perdent lors du premier tour d'un tournoi contre The Bar au cours d'un triple threat tag team match impliquant également Gallows et Karl Anderson.
Le 18 novembre lors des Survivor Series (2018), ils gagnent un 10-on-10 Elimination match avec The New Day, SAnitY, Gallows et Karl Anderson et The Usos bien qu'ils se soient fait éliminer par Dash Wilder.
Le 15 avril 2020, la World Wrestling Entertainment annonce son licenciement en raison des restrictions d'effectif dues à la crise de COVID-19 dans le monde.

## Palmarès
- Florida Championship Wrestling
  - 3 fois FCW Florida Tag Team Champion avec Eric Escobar

- Funking Conservatory
  - 1 fois FC Tag Team Champion avec Carlito
- Puerto Rico Wrestling
  - Équipe de l'année 2008[38]

- World Wrestling Council
  - 5 fois WWC Puerto Rico Heavyweight Champion
  - 5 fois WWC Universal Heavyweight Champion
  - 5 fois WWC World Junior Heavyweight Champion
  - 1 fois World Tag Team Champion avec Carlito[3]

- World Wrestling Entertainment
  - 2 fois WWE Tag Team Champion avec Carlito (1)[4] et Epico (1)
  - 1 fois WWE World Tag Team Champion avec Carlito

## Récompenses des magazines
- Pro Wrestling Illustrated

| Année | 2003 | 2004       | 2005 | 2006 | 2007 | 2008 | 2009 | 2010 | 2011 | 2012 | 2013 | 2014 | 2015 | 2016 | 2017 | 2018 | 2019 |
| ----- | ---- | ---------- | ---- | ---- | ---- | ---- | ---- | ---- | ---- | ---- | ---- | ---- | ---- | ---- | ---- | ---- | ---- |
| Rang  | 190  | Non classé | 204  | 313  | 198  | 163  | 76   | 125  | 143  | 72   | 149  | 162  | 160  | 170  | 205  | 323  | 147  |